# Dudley Nichols
Dudley Nichols (* 6. April 1895 in Wapakoneta, Ohio; † 4. Januar 1960 in Hollywood, Kalifornien) war ein US-amerikanischer Drehbuchautor sowie gelegentlicher Filmregisseur und -produzent.

## Leben
Der Arztsohn Nichols arbeitete nach seinem Militärdienst von 1920 bis 1929 als Reporter in New York. Kurz nach Beginn des Tonfilms Ende der 1920er-Jahre zog er nach Hollywood, um als Autor ins Filmgeschäft einzusteigen. Dort entwickelte er sich schnell zu einem der meistbeschäftigten Drehbuchautoren. 
Nichols arbeitete in den 1930er-Jahren häufiger mit Regisseur John Ford, dabei schrieb Nichols die Drehbücher zu so unterschiedlichen Stoffen wie der Südstaaten-Komödie Judge Priest, dem in Irland spielenden Filmdrama Der Verräter oder dem Historiendrama Maria von Schottland. Seine heute bekannteste Arbeit für Ford ist das Drehbuch zu Ringo aus dem Jahr 1939, der den zwischenzeitlich in die Krise geratenen Western erneut als eines der populärsten Genres des amerikanischen Films etablierte. Nichols wurde aber auch von anderen berühmten Regisseuren verpflichtet, etwa von Howard Hawks (unter anderem beim Komödienklassiker Leoparden küßt man nicht und beim Western The Big Sky – Der weite Himmel), Jean Renoir (bei In den Sümpfen und Dies ist mein Land), Fritz Lang (unter anderem bei Straße der Versuchung), Leo McCarey (bei Die Glocken von St. Marien) und René Clair (bei Es geschah morgen und Das letzte Wochenende). Insgesamt arbeitete er an den Drehbüchern zu über 60 Filmen, seine letzte Arbeit war die 1960 veröffentlichte Westernkomödie Heller in Pink Tights unter Regie von George Cukor.
Bei den Filmen Government Girl (1944), Schwester Kenny (1946) und Trauer muss Elektra tragen (1947) war er neben seiner Arbeit am Drehbuch auch als Regisseur und Produzent verantwortlich. Die drei Filmprojekte entstanden jeweils beim Studio RKO Radio Pictures. Seine letzte Regiearbeit Trauer muss Elektra tragen war eine ambitionierte Verfilmung des gleichnamigen Theaterstücks von Eugene O’Neill, mit dem Nichols privat befreundet war, und scheiterte mit horrenden Verlusten an den Kinokassen sowie durchwachsenen Kritikerbesprechungen.
Nichols starb Anfang 1960 im Alter von 64 Jahren an einer Krebserkrankung. Er ist auf dem Hollywood Forever Cemetery beigesetzt. Sein Nachlass befindet sich heute im Archiv der Yale University.

## Auszeichnungen
Er wurde insgesamt viermal für einen Oscar nominiert und gewann ihn 1936 für Der Verräter. Da er jedoch im Streit mit der Filmakademie lag, lehnte er als Erster in der Geschichte des Oscars den Preis ab. Erst 1938 nahm er den Preis nachträglich an. Seine drei weiteren Oscar-Nominierungen erhielt er für Der lange Weg nach Cardiff (1940, eine Eugene-O’Neill-Verfilmung unter Fords Regie), In die japanische Sonne (1943) und Stern des Gesetzes (1957).
1954 wurde er mit dem Writers Guild of America Award für sein Lebenswerk ausgezeichnet.

## Filmografie (Auswahl)
(Wenn nicht anders angegeben, ausschließlich als Drehbuchautor)
- 1930: U 13 (Men Without Women)
- 1931: Unter der See (Seas Beneath)
- 1932: Die Sklavin der schwarzen Geier (Robbers’ Roost)
- 1934: Judge Priest
- 1934: Die letzte Patrouille (The Lost Patrol)
- 1935: Der Verräter (The Informer)
- 1935: Mit Volldampf voraus (Steamboat Round the Bend)
- 1935: The Arizonian – Regie: Charles Vidor
- 1935: Kreuzritter – Richard Löwenherz (The Crusades)
- 1935: She – Herrscherin einer versunkenen Welt (She)
- 1936: Maria von Schottland (Mary of Scotland)
- 1936: Der Pflug und die Sterne (The Plough and the Stars)
- 1937: … dann kam der Orkan (The Hurricane)
- 1938: Leoparden küßt man nicht (Bringing Up Baby)
- 1938: Next Time I Marry
- 1938: Sorgenfrei durch Dr. Flagg – Carefree (Carefree)
- 1939: Ringo (Stagecoach)
- 1940: Der lange Weg nach Cardiff (The Long Voyage Home)
- 1941: Menschenjagd (Manhunt)
- 1941: In den Sümpfen (Swamp Water)
- 1942: Schlacht um Midway (The Battle of Midway) (Dokumentarfilm)
- 1943: In die japanische Sonne (Air Force)
- 1943: Dies ist mein Land (This Land Is Mine)
- 1943: Wem die Stunde schlägt (For Whom the Bell Tolls)
- 1944: Es geschah morgen (It Happened Tomorrow)
- 1944: Government Girl (auch Regisseur und Produzent)
- 1945: Die Glocken von St. Marien (The Bells of St. Mary’s)
- 1945: Straße der Versuchung (Scarlet Street)
- 1945: Das letzte Wochenende (And Then There Were None)
- 1946: Schwester Kenny (Sister Kenny) (auch Regisseur und Produzent)
- 1947: Befehl des Gewissens (The Fugitive)
- 1947: Trauer muss Elektra tragen (Mourning Becomes Electra) (auch Regisseur und Produzent)
- 1949: Pinky
- 1951: Zwei in der Falle (Rawhide)
- 1952: The Big Sky – Der weite Himmel (The Big Sky)
- 1954: Prinz Eisenherz (Prince Valiant)
- 1956: Der Sonne entgegen (Run for the Sun)
- 1957: Stern des Gesetzes (The Tin Star)
- 1959: Der Henker (The Hangman)
- 1960: Die Dame und der Killer (Heller in Pink Tights)